# Jacob Meyerheine
Jacob Meyerheine (* vermutlich 1550 in Braunschweig; † 29. April 1620 in Wolfenbüttel; auch Meirheine, Marheine oder Jacob Rademacher) war ein Steinmetz und Steinbildhauer der Renaissance in Norddeutschland.

## Leben
Über das Leben von Jacob Meyerheine ist wenig bekannt. Es wird angenommen, dass er in Braunschweig geboren wurde, da das Haus seines Vaters Jakob Meyerheine in Braunschweig stand. Der Großvater Hennig Meyerheine war von 1530 bis 1539 Besitzer des Hauses, ein Brauhaus am Ägidienmarkt nebst Garten und Acker 1606. Das Haus befand sich ab 1550 im Besitz eines Jacob Rademacher.
Jacob Meyerheine beschwerte sich in einem Schreiben an den Rat der Stadt Braunschweig darüber, dass „sein väterliches Haus“, nach dem Überfall von Herzog Heinrich Julius, ausgeraubt und verwüstet worden sei und dass es, ohne sein Wissen und seine Erlaubnis, im Jahre 1608 von einem Bürger in Besitz genommen worden war. In diesem Schreiben vom 19. November 1616 bezeichnet er sich selbst als „Meyerheine anders Rademacher“. Er war also demzufolge, bevor nach Wolfenbüttel an das Kaisertor (am heutigen Holzmarkt) übersiedelte, nicht nur in Braunschweig ansässig, sondern dort auch Besitzer eines Hauses.

## Werk

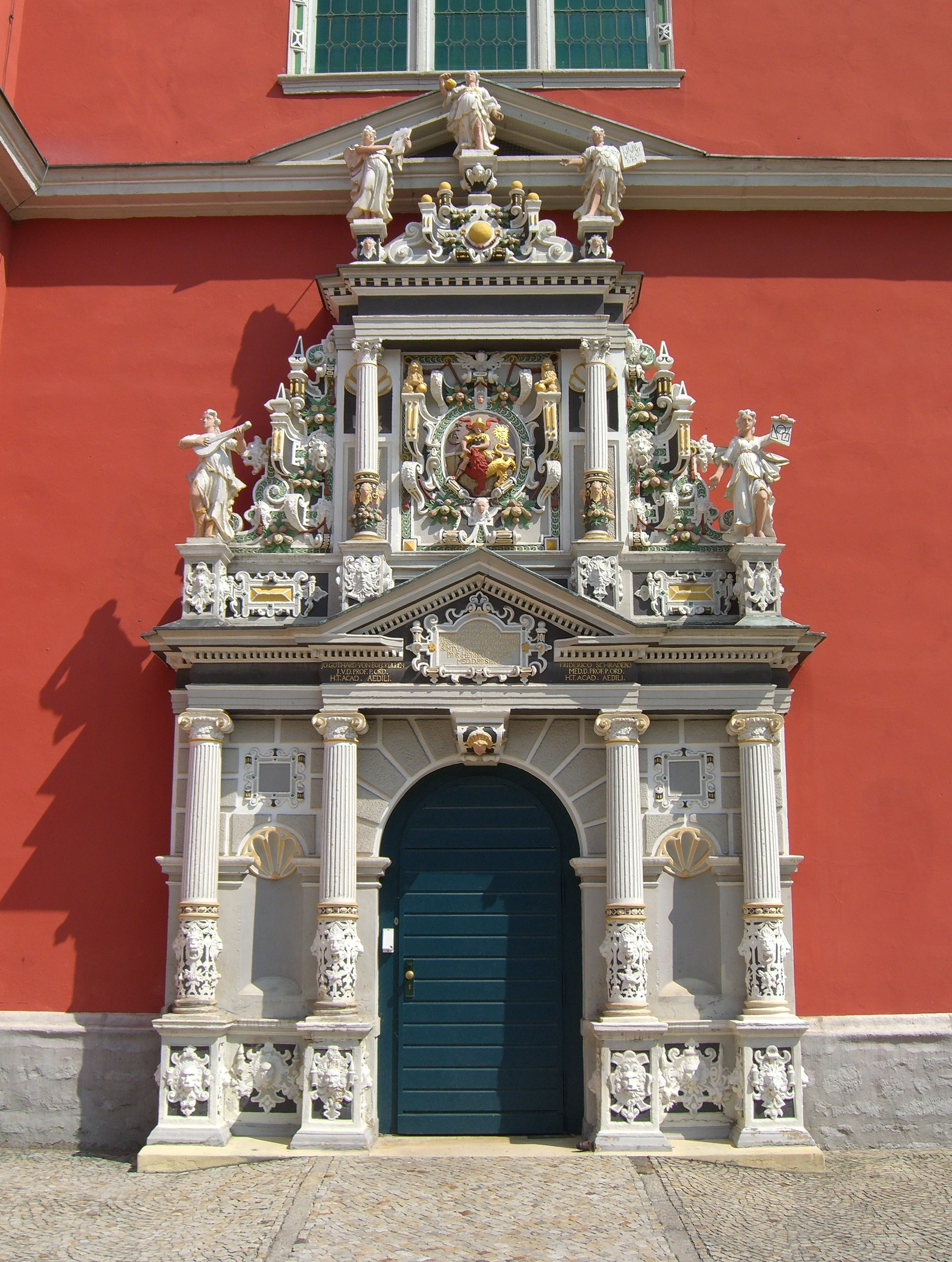
Hauptportal des Juleums in Helmstedt von Meyerheine

Aus Rechnungen des Juleums, der Universität Helmstedt, weiß man vom erfolgreichen Schaffen Meyerheines. Dort schuf er seine wichtigsten Werke, die Portale von 1597 im Stil der Spätrenaissance: „Man kann sagen, dass das Ganze nicht bloß das Glanzstück Meyerheines ist, sondern geradezu das Schönste, was jener aus den Niederlanden eingeführte Stil überhaupt, und zwar nicht bloß in Braunschweig geschaffen hat.“ Ein Portal führt ins Auditorium maximum und das andere zur Wendeltreppe. Die Portale zeigen reichhaltigen Bauschmuck und Bauplastiken.
Für das Außen- und Innenportal des Schlosses in Hessen bei Wolfenbüttel schuf Meyerheine die Attiken.
Er war an der Hauptkirche und an Festungsbauten in Wolfenbüttel tätig. Beim Festungsbau gestaltete er das Neue oder Harztor von 1603. Dies ist durch zwei Rechnungen für das mittlere und innere Tor bezeugt. Ferner geht das Westportal des Zeughauses in Wolfenbüttel von 1619 auf ihn zurück. An der Hauptkirche Wolfenbüttels werden ihm die Portale an der Nord- und Südseite und weitere Baudetails durch einen Stilvergleich mit Arbeiten am Juleum zugeschrieben.
Meyerheine schuf mehrere Grabmäler: Das Grabmal für den Grafen Christoph von Mansfeld († 1591) in Schraplau und das des 1601 verstorbenen Komturs Nikolaus Libstensky von Kolowrat in der St. Johannis-Kirche in Süpplingenburg, das sich heute im Braunschweigischen Landesmuseum befindet.